# Wowka w Trzydziewiętnym Carstwie
Wowka w Trzydziewiętnym Carstwie (ros. Вовка в Тридевятом царстве, Wowka w Tridiewiatom carstwie) – radziecki film animowany z 1965 roku w reżyserii Borisa Stiepancewa.

## Obsada (głosy)
- Rina Zielona jako Wowka
- Michaił Janszyn jako car
- Kłara Rumianowa jako Wasilisa
- Jelena Ponsowa jako starucha i bibliotekarka

## Animatorzy
Leonid Kajukow, Tatjana Taranowicz, Wiktor Arsientiew, Olga Orłowa, Anatolij Pietrow, Anatolij Abarienow, Galina Barinowa, Antonia Aleszina, Wadim Dołgich, Jurij Butyrin